# Countdown Seven Days
(Mitamura a Hanasuke)
Countdown Seven Days (カウントダウン７days?, Kauntodaun 7 days) è un manga di Karakara Kemuri. È stato serializzato da Mag Garden a partire da giugno 2009 ed in seguito è stato raccolto in 4 volumi tankōbon. Un'edizione in italiano è stata curata da GP Manga, che ha pubblicato la serie dal 18 giugno 2011 al 10 marzo 2012.

## Trama
È la storia di un ragazzo che muore e non se ne accorge finché non è un'altra persona a riferirglielo, aggiungendo che lui sa come farlo tornare in vita. Ma tutto ha un prezzo, pertanto il nostro protagonista dovrà aiutare il misterioso uomo a ritrovare una persona, in soli sette giorni.